# Transhimalaya

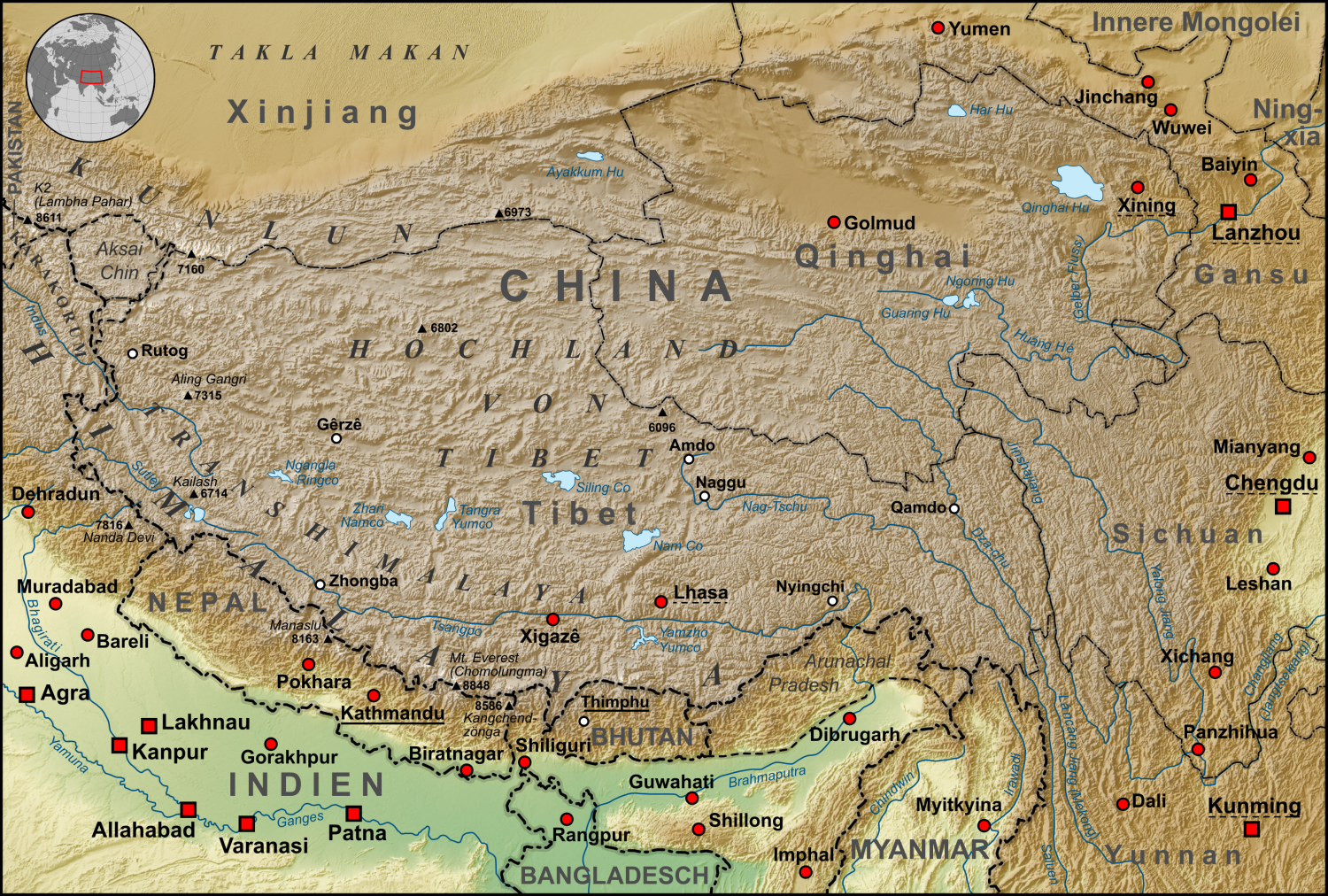
Physische Karte von Tibet

Der Transhimalaya, auch Gangdisê-Nyainqêntanglha-Gebirge (冈底斯-念青唐古拉山脉,  Gāngdǐsī-Niànqīngtánggǔlā Shānmài), veraltet Hedingebirge, ist eine Gebirgskette im südlichen Tibet, die sich weitgehend parallel zum Himalaya in Ost-West-Richtung erstreckt. Mitunter wird sie als Teil des erweiterten Himalaya-Gebirgssystems verstanden und gehört dann zur HKH-Kette. Überdies ist der Transhimalaya Teil der Hindukusch-Himalaya-Region und des innerasiatischen Gebirgssystems Hochasien.

## Zur Benennung
Die Bezeichnung Transhimalaya zeigt die westliche Perspektive der Betrachtung von Indien aus, da sich das Gebirge „jenseits“ (trans-) des Himalayas erstreckt. In der Region selbst ist der Name „Transhimalaya“ weitgehend unbekannt, der westliche Teil des Gebirges wird dort als Gangdisê und der östliche Teil als Nyainqêntanglha bezeichnet. Der Name Hedingebirge wurde im ausgehenden 19. Jahrhundert nach seinem Erforscher Sven Hedin vergeben.

## Geographie

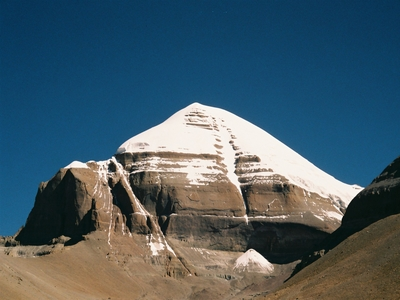
Der heilige Berg Kailash im Gangdisê-Gebirge

Der Transhimalaya erstreckt sich über 1600 km Länge, mit einer Nord-Süd-Breite von 80 km, und bildet ein Randgebirge der Tibetischen Hochebene, und damit die Wasserscheide zwischen den Binnenflüssen und den ins Meer mündenden Flüssen, sowie die Grenzlinie zwischen Nord- und Südtibet. Er wird im Süden von den großen Flusstälern Indus/Satluj und Yarlung Tsangpo (Brahmaputra-Oberlauf) vom Himalaya getrennt.
Der Gebirgszug erreicht eine durchschnittliche Höhe von etwa 5800–6000 m, mit Anstiegen am östlichen und westlichen Ende. Nur wenige Gipfel ragen über diese Höhenzone hinaus und erreichen Höhen von 6500 m, vereinzelt über 7000 m. Nach Süden fällt das Gebirge jäh in die Talungen ab, die in einer Höhe von 3000 bis 4300 m verlaufen, und erreicht Flanken um die 2000 m. Nach Norden geht es relativ flach in die steppen- und vielfach auch wüstenartige Landschaft des zentralen tibetischen Hochlandes (Changthang) mit einer durchschnittlichen Höhe von etwa 5000 m über, so dass sich das Gebirge dort nur um die 1000 m aus dem Relief hebt.
Die Dauerschneegrenze liegt bei ungefähr 6000 m. Das Klima ist von sehr kalten Wintern und relativ warmen Sommern geprägt. Da das Gebirge im Monsunschatten des Himalaya liegt, ist die Niederschlagsmenge mit etwa 400 mm im Jahr sehr gering.
Die größte Stadt im Transhimalaya ist Lhasa. Die tibetische Hauptstadt liegt in einem Hochgebirgstal im Osten der Gebirgskette.

## Gliederung
Der westliche, niedrigere Teil der Gebirgskette wird als Gangdisê bezeichnet. Der bekannteste und markanteste Gipfel dieses Gebirges ist der für mehrere Religionen heilige Berg Kailash (Kangrinboqê) mit 6714 m.
Der Nyainqêntanglha bildet den östlichen Teil des Transhimalayas, der seine höchste Erhebung im gleichnamigen Berg Nyainqêntanglha (7162 m) zwischen Lhasa und dem See Nam Co (Tengrinor) erreicht. 

## Geologie
Geologisch kann der Transhimalaya aufgrund seiner tektonischen Entwicklung als erweiterter und nördlichster Teil des Himalayas angesehen werden. Diese Tektonik resultiert aus der Kollision der Indischen Platte mit der Eurasischen Platte. 
Geologisch repräsentiert der Transhimalaya einen magmatischen Kontinentalbogen vom Andentyp zwischen dem südlichen Rand der tibetischen Hochebene und der angrenzenden Indus-Tsangpo Suturzone. Das Gesteinsspektrum besteht aus verschiedenartigen Granitoiden, Magmatiten, Vulkaniten und Sedimenten. Es entstand zwischen der unteren Kreide um 113 mya und dem mittleren Eozän um 40 mya.